# جيجونة
بلدية جيجونة أو خيخونا (بالإسبانية: Jijona/Xixona)‏, هي بلدية تقع في مقاطعة لقنت. جنوب شرق إسبانيا. يبلغ عدد سكانها 7.596 نسمة.

## وصلات خارجية
- (بالإسبانية)